# Światosław III czernihowski
Światosław III Wsiewołodowicz czernihowski, ros. Святослав III Всеволодович, zm. 24 lipca 1194) – książę turowski (1142 i 1154), włodzimierski i wołyński (1141–1146), piński (1154), siewierski (1157–1164), czernihowski (1164–1177), wielki książę kijowski (1174, 1177–1180, 1182–1194). 
Był synem Wsiewołoda II Olegowicza, bratem Jarosława Wsiewołodowicza i Zwinisławy Wsiewołodownej.
Na tronie kijowskim zasiadł po ponad dwuletniej walce z Jarosławem II kijowskim i sprawował władzę wspólnie z Rurykiem Rościsławowiczem aż do swojej śmierci.